# Черёмуха пенсильванская
Черёмуха пенсильва́нская (лат. Prúnus pensylvánica) — вид рода Слива семейства Розовые. Родина — Северная Америка.

## Ботаническое описание

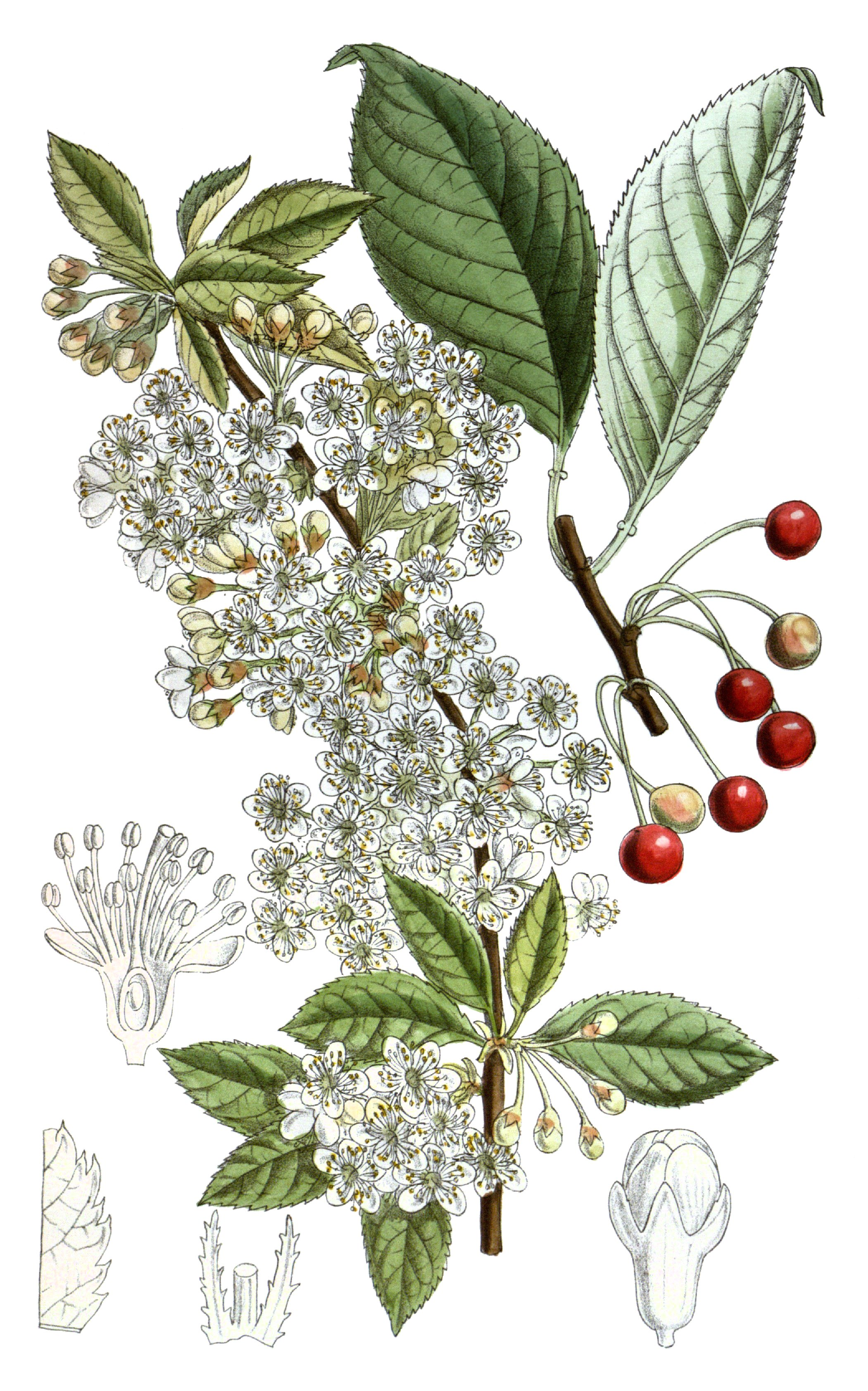
Ботаническая иллюстрация из Curtis’s Botanical Magazine, London, vol. 139 [= ser. 4, vol. 9]: Tab. 8486

Небольшое лиственное дерево высотой от 1 до 6 метров, иногда вырастает до 12 метров.
Кора блестящего тёмно-вишневого цвета. Ветки тонкие и гибкие, крона воздушная[уточнить].
Цветёт в конце мая, цветки белые, собраны в соцветия, практически не имеют запаха.
В августе созревают небольшие красные съедобные плоды. Вкус у них кисло-сладкий или кислый.

## Выращивание в культуре
Черёмуха пенсильванская светолюбива, нетребовательна к почве, зимостойка.